# Afrikai ralibajnokság
Az afrikai ralibajnokság (ismert még: ARC, African Rally Championship) egy autóverseny-sorozat Afrikában. Az FIA szervezésében kerül lebonyolításra, első alkalommal 1981-ben rendezték meg. Bajnoki címek tekintetében a zambiai Satwant Singh a legeredményesebb nyolc sikerével.

## Bajnokok
| Év   | Versenyző          | Versenyző autója |
| ---- | ------------------ | ---------------- |
| 2014 | Gary Chaynes       | Mitsubishi       |
| 2013 | Jassy Singh        | Subaru           |
| 2012 | Mohamed Essa       | Subaru           |
| 2011 | Conrad Rautenbach  | Subaru           |
| 2010 | James Whyte        | Subaru           |
| 2009 | James Whyte        | Subaru           |
| 2008 | Hideaki Miyoshi    | Mitsubishi       |
| 2007 | Conrad Rautenbach  | Subaru           |
| 2006 | Patrick Emontspool | Subaru           |
| 2005 | Muna Singh         | Subaru           |
| 2004 | Muna Singh         | Subaru           |
| 2003 | Fernando Rueda     | Mitsubishi       |
| 2002 | John Gemmel        | Subaru           |
| 2001 | Schalk Burger      | Subaru           |
| 2000 | Satwant Singh      | Subaru           |
| 1999 | Charles Muhangi    | Subaru           |
| 1998 | Satwant Singh      | Subaru           |
| 1997 | Satwant Singh      | Subaru           |
| 1996 | Satwant Singh      | Subaru           |
| 1995 | Fritz Flachberger  | Ford             |
| 1994 | Abe Smith          | Audi             |
| 1993 | Satwant Singh      | Toyota           |
| 1992 | Aldo Riva          | Audi             |
| 1991 | Satwant Singh      | Toyota           |
| 1990 | Walter Costa       | Peugeot          |
| 1989 | Satwant Singh      | Volkswagen       |
| 1988 | Satwant Singh      | Toyota           |
| 1987 | Alain Ambrosino    | Nissan           |
| 1986 | Alain Ambrosino    | Nissan           |
| 1985 | Luc Requile        | Opel             |
| 1984 | David Horsey       | Peugeot          |
| 1983 | Alain Ambrosino    | Peugeot          |
| 1982 | Walter Röhrl       | Opel             |
| 1981 | Shekhar Mehta      | Nissan           |